# Campeonato Mundial de Ajedrez 1935
El Campeonato Mundial de Ajedrez 1935 fue un encuentro entre el retador Max Euwe de Holanda y el campeón defensor Alexander Alekhine de Francia. El match se jugó en distintas ciudades de Holanda. El primer juego empezó el 3 de octubre de 1935. El último juego empezó el 15 de diciembre del mismo año, y terminó en tablas. Euwe ganó el match 15½-14½, terminando con los ocho años de reinado de Alekhine y convirtiéndose en el quinto campeón oficial de la historia.

## Los antecedentes
Alekhine llevaba ocho años como campeón del mundo, desde su célebre victoria sobre el cubano Capablanca en 1927. En este periodo había defendido su título con éxito en dos ocasiones frente a Bogoliubov. Durante este tiempo, Euwe había logrado destacadas actuaciones en diversos torneos internacionales y era uno de los jóvenes jugadores con más progresión. Pero ni siquiera era un profesional del ajedrez, ya que combinaba el juego en torneos con su verdadero trabajo de profesor de instituto. Prácticamente nadie (tal vez ni siquiera el propio Euwe) pensaba que Alekhine pudiera ser derrotado.

## Match
El match sería jugado a mejor de 30 juegos, las victorias contando 1 punto, los empates ½ punto, y las derrotas 0, y acabaría cuando un jugador llegue a 15½ puntos Y gane 6 partidas. Los dos objetivos se deben cumplir para proclamarse campeón. Si el match acabara en un empate 15 a 15, el campeón defensor (Alekhine) retenería el título.
| Jugador            | 1 | 2 | 3 | 4 | 5 | 6 | 7 | 8 | 9 | 10 | 11 | 12 | 13 | 14 | 15 | 16 | 17 | 18 | 19 | 20 | 21 | 22 | 23 | 24 | 25 | 26 | 27 | 28 | 29 | 30 | Total (Vic) |
| ------------------ | - | - | - | - | - | - | - | - | - | -- | -- | -- | -- | -- | -- | -- | -- | -- | -- | -- | -- | -- | -- | -- | -- | -- | -- | -- | -- | -- | ----------- |
| Alexander Alekhine | 1 | 0 | 1 | 1 | ½ | ½ | 1 | 0 | 1 | 0  | ½  | 0  | ½  | 0  | ½  | 1  | ½  | ½  | 1  | 0  | 0  | ½  | ½  | ½  | 0  | 0  | 1  | ½  | ½  | ½  | 14½ (8)     |
| Max Euwe           | 0 | 1 | 0 | 0 | ½ | ½ | 0 | 1 | 0 | 1  | ½  | 1  | ½  | 1  | ½  | 0  | ½  | ½  | 0  | 1  | 1  | ½  | ½  | ½  | 1  | 1  | 0  | ½  | ½  | ½  | 15½ (9)     |

El 3 de octubre de 1935 dio comienzo el encuentro en Ámsterdam. La sala de juego estaba llena de seguidores del ídolo local, Max Euwe.
En la primera partida Alekhine se hizo con la victoria de forma contundente. Pero en la segunda, el triunfo correspondió al neerlandés. Alekhine no se inmutó y venció en la tercera y en la cuarta, logrando así dos puntos de ventaja. De la séptima a la décima, los contrincantes intercambiaron golpes, con dos victorias para cada uno. Y entonces, de forma sorprendente, Euwe empató momentáneamente el match venciendo en las partidas 12 y 14. 7-7 con la mitad del match por jugar.
Alekhine comenzó a ponerse nervioso. En ningún momento se había planteado la posibilidad de perder el match, pero Euwe le oponía una firme resistencia. Al parecer Alekhine combatía la tensión del encuentro tomando alcohol entre las partidas, y en cierto momento debió de perder el control de lo que era "conveniente" beber. Mucho se ha hablado sobre la posibilidad de que incluso fuera ebrio a alguna de las partidas, aunque su rival en el match, Euwe, siempre negó este extremo.
Sea como fuere, Alekhine venció en la 16 y en la 19, y Euwe lo hizo en la 20 y la 21. De nuevo, el match estaba empatado. Tras una serie de 3 tablas, llegó el momento decisivo del match. Euwe se anotó dos victorias consecutivas en las partidas 25 y 26. ¡Tenía 2 puntos de ventaja a falta de 4 partidas! Para conservar el título, Alekhine tendría que hacer un esfuerzo fenomenal.
En la partida 27 el campeón se hizo con la victoria, reduciendo así la diferencia a 1 punto. Sólo necesitaba vencer en una de las 3 partidas restantes para conservar la corona. Estas partidas se disputaron bajo una fortísima presión deportiva para ambos jugadores. Pero Euwe consiguió entablar las 3, y venció el match por el resultado de 15½-14½, convirtiéndose así en el quinto campeón del mundo.
Ambos contrincantes volverían a sentarse ante el tablero en 1937 para jugar el match revancha al que, según las condiciones del encuentro, Alekhine tenía derecho.